# Şıra

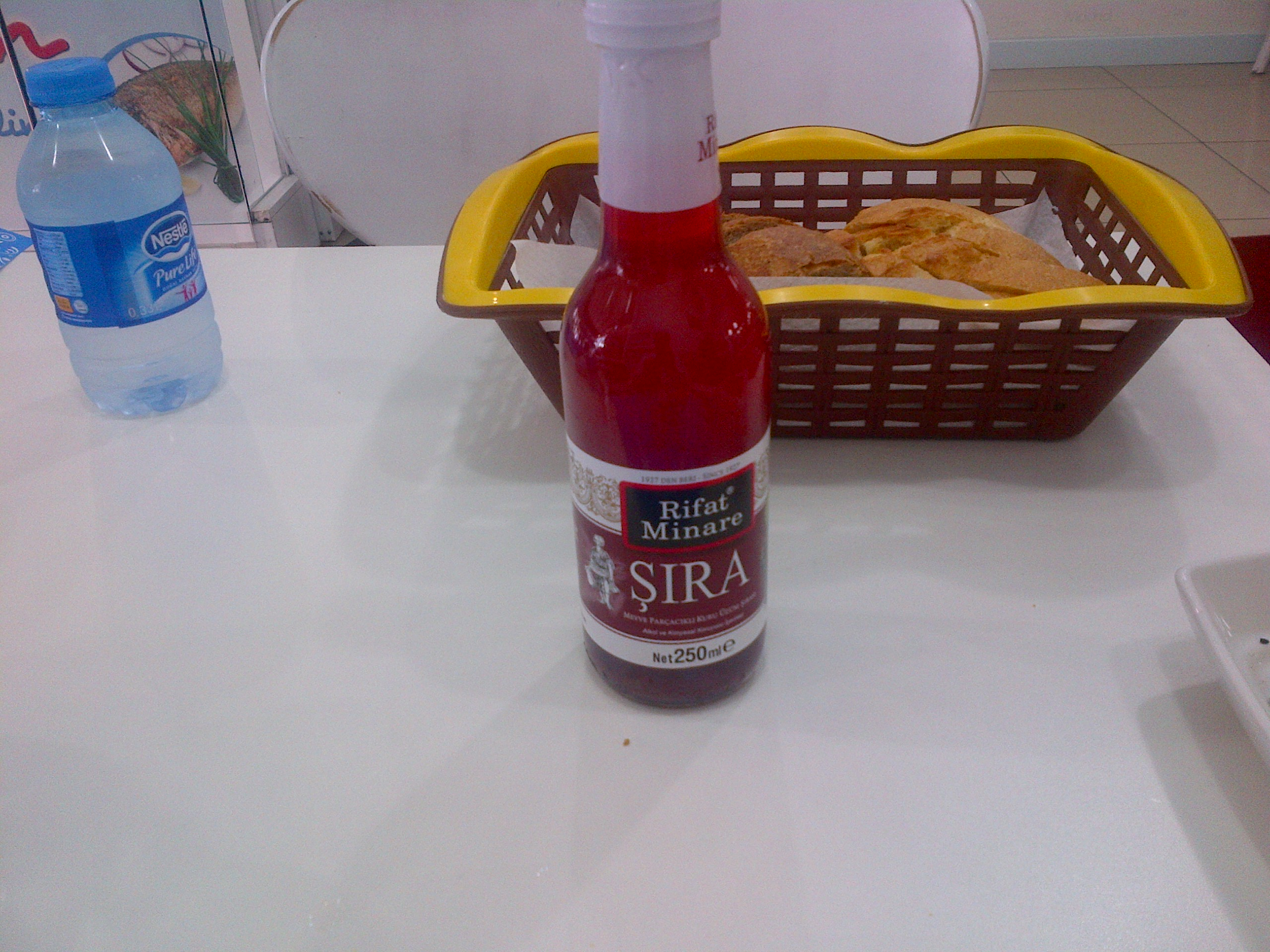
Şıra turca.

Şıra és una beguda turca tradicional feta amb raïms fermentats. Es beu especialment acompanyant l'İskender.